# Geen kwartier (hoorspel)
Geen kwartier is een hoorspel van Barry Bermange. No Quarter werd op 14 november 1962 door de BBC uitgezonden (en het werd herhaald op 3 september 1976 in een nieuwe rolbezetting). Het hoorspel werd op 4 juli 1964 door de Südwestfunk uitgezonden onder de titel Eine unruhige Nacht. Alfred Pleiter vertaalde het en de AVRO zond het uit op donderdag 16 februari 1967, van 21.15 tot 22.20. De regisseur was Dick van Putten.

## Rolbezetting
- Wam Heskes, Rob Geraerds & Willy Ruys (de hotelgasten)
- Tonny Foletta (de hoteleigenaar)

## Inhoud
Twee mannen, die elkaar niet kennen, vragen een kamer in een hotel. Er blijkt slechts één kamer vrij te zijn. Zij besluiten deze samen te delen met anderen. In het hotel is een elektriciteitsstop doorgeslagen, net een kwartier voordat de twee mannen kwamen, en alle lampen zijn in serie geschakeld. Toen het licht in de hal uitging, ging dan ook meteen overal het licht uit en was het aardedonker. De eigenaar van het hotel gaat daarom de twee mannen vóór, de trap op, met een lamp in de hand. Steeds hoger gaan de mannen. Met veel moeite zijn ze al op de vijftiende verdieping gekomen. Een hele klim! Als je struikelt, glij je uit, dikwijls zonder dat je er iets aan doen kunt. Dat ligt aan de omstandigheden. Maar men kan zich rehabiliteren, nietwaar? En als men gedoemd is te blijven waar men is, of zelfs als men geen kwartier meer heeft, dan nog zijn er een heleboel dingen te doen: fouten en vergissingen goed te maken, verontschuldigingen aanbieden. Telkens en telkens en telkens weer opnieuw…